# 浦安市立日の出中学校
浦安市立日の出中学校（うらやすしりつ ひのでちゅうがっこう）は、千葉県浦安市日の出にある公立中学校。

## 沿革
日の中（ひのちゅう）の愛称で親しまれている。
学校の周辺には、高層マンションが立ち並んでいる。
- 1993年（平成5年）6月22日 - 校舎建築工事着工。
- 1994年
  - 3月18日 - 校舎建築工事完了。
  - 3月30日 - 修祓式・竣工式。
  - 4月1日 - 浦安市立入船中学校より学区改定により分離。浦安市立日の出中学校として開校。
  - 5月7日 - 校歌制定委員会・校章制定委員会・制服制定委員会設立。
  - 9月10日 - 第1回体育祭。
  - 11月5日 - 第1回文化祭。
  - 11月22日 - 校旗伝達式　創立記念の日制定。
  - 12月20日 - 制服制定。
- 1995年1月20日 - 校歌制定発表会。
- 1996年
  - 4月20日 - PTA発足。
  - 5月11日 - 第1回PTA総会。
- 2003年11月22日 - 日の出中学校10周年記念式典。
- 2015年8月-体育館、武道場、特別教室エアコン設置完了
- 2016年1月-グラウンド、武道場工場完了

## 学校教育目標
『豊かな心を持ち、自立できる生徒の育成』
- 自ら学び、よく考え行動できる生徒
- 節度と思いやりのある生徒
- 心身ともに健康で、主体的に行動できる生徒

## 部活動
- 陸上部
- 野球部
- サッカー部
- バスケットボール部（男・女）
- 女子バレーボール部
- 女子ソフトテニス部
- 卓球部
- 吹奏楽部
- 美術部
- 園芸部

## 所在地
- 千葉県浦安市日の出1-2